# Franke Futurum
Franke Futurum AB är en svensk tillverkare av köksfläktar för hem och storhushåll. 
Företaget startades som Matoz AB år 1952 av bröderna Nils och Lennart Bergmark i Byske.
År 2001 förvärvades företaget av den italienska köksfläkttillverkaren Faber S.P.a., som i sin tur förvärvades av schweiziska Franke AG år 2005. Det svenska dotterbolaget Franke Ramnäs AB fusionerades året efter med Futurum och bildade Franke Futurum. Därmed försvann varumärket Futurum som egen produkt, och ersattes med Franke.